# دیوید بردلی (بازیکن فوتبال)
دیوید بردلی (انگلیسی: David Bradley؛ زادهٔ ۱۶ ژانویهٔ ۱۹۵۸) بازیکن فوتبال اهل بریتانیا است.
از باشگاه‌هایی که در آن بازی کرده‌است می‌توان به باشگاه فوتبال دونکستر راورز، باشگاه فوتبال بری، باشگاه فوتبال منچستر یونایتد، باشگاه فوتبال ویمبلدون، و باشگاه فوتبال نورتویچ ویکتوریا اشاره کرد.